# Rauhia staminosa
Rauhia staminosa ist eine Pflanzenart der Gattung Rauhia in der Familie der Amaryllisgewächse (Amaryllidaceae). Das Artepitheton staminosa stammt aus dem Lateinischen und bedeutet ‚mit herausragenden Staubblättern‘.

## Beschreibung
Rauhia staminosa wächst mit eiförmigen Zwiebeln, die einen Durchmesser von 8 bis 10 Zentimeter aufweisen. Ihre braunen, fleischigen Zwiebelschuppen trocknen papierig auf. Die zwei Laubblätter sind 15 bis 30 Zentimeter lang und 9 bis 15 Zentimeter breit.
Der Blütenstand trägt acht bis 24 Blüten. Der Blütenschaft ist 40 bis 80 Zentimeter lang. Die beiden breit eiförmigen Brakteen sind bis zu ihrer Basis nicht miteinander verwachsen und weisen eine Länge von 3,2 bis 4 Zentimeter auf. Der Blütenstiel ist 4 bis 9 Zentimeter und die Perigonröhre 1,4 bis 1,7 Zentimeter lang. Die grünlich-weißlichen äußeren Perigonblätter sind 2 bis 2,3 Zentimeter lang, die inneren 1,8 bis 2,15 Zentimeter. Kürzere Staubfäden weisen eine Länge von etwa 4,6 Zentimeter auf, längere sind etwa 6,5 Zentimeter lang. Der Fruchtknoten ist 0,9 bis 1,1 Zentimeter lang und 0,5 Zentimeter breit. Der abgeknickte Griffel ist länger als die Staubblätter. Die Narbe ist kopfig.

## Systematik und Verbreitung
Rauhia staminosa ist in Peru in Höhenlagen von 500 bis 1000 Metern verbreitet.
Die Erstbeschreibung durch Pierfelice Ravenna wurde 1978 veröffentlicht.

## Nachweise